# Daniele Seccarecci
Daniele Seccarecci (Livorno, 10 giugno 1980 – Taranto, 3 settembre 2013) è stato un culturista italiano.

## Biografia
Nato a Livorno, in giovane età si trasferì con la famiglia presso Siracusa. Sin da giovane si appassionò al mondo del culturismo, ottenendo subito ottimi risultati nella categoria juniores. A 26 anni diventò professionista a seguito del piazzamento al Mondiale IFBB tenutosi in Cina e già alla sua prima gara nel circuito professionistico sfiorò la qualifica a Mister Olympia.
Ebbe una relazione con una nota industriale tarantina a cui fece seguito quella con l'attrice pornografica Brigitta Kocsis. Successivamente si fidanzò con la campionessa mondiale di bodybuilding Daniela D'Emilia.
Nel 2007 sottoscrisse un contratto con l'azienda canadese Muscletech, operante nel settore dell'integrazione alimentare e sportiva; nello stesso anno è stato uomo copertina per Iron Man nel 2007, la più importante rivista statunitense del settore.
Nel 2010 fu certificato dal Guinness World Records come il culturista con il maggior peso in gara, pari a 135 kg.
Nel 2011 fu coinvolto in un'inchiesta sulla commercializzazione di sostanze dopanti illegali, che lo aveva prima portato in carcere, poi agli arresti domiciliari per motivi di salute. Inchiesta su cui si proclamò innocente.
Partecipò alla sua ultima gara il 1º settembre, in Finlandia, dove ottenne un 6º posto.
Morì a 33 anni a seguito di un infarto del miocardio, in un residence della frazione tarantina di Lama.

## Carriera
| Anno | Località               | Torneo                                               | Categoria | Risultato |
| ---- | ---------------------- | ---------------------------------------------------- | --------- | --------- |
| 2000 | California, USA        | Venice Beach Grand Prix                              | Juniores  | 1         |
| 2001 | Italia                 | Campionati italiani IFBB                             | Juniores  | 1         |
| 2003 | Italia                 | Selezioni mondiali WPP                               | Juniores  | 1         |
| 2003 | Italia                 | Selezioni mondiali WPP                               | Massimi   | 2         |
| 2003 | Italia                 | Notte dei campioni IFBB                              | Massimi   | 4         |
| 2003 | Italia                 | Ludus maximus IFBB                                   | Massimi   | 4         |
| 2004 | Italia                 | Campionati italiani IFBB                             | Massimi   | 2         |
| 2004 | Italia                 | Grand Prix IFBB Taranto                              | Massimi   | 1         |
| 2005 | Shanghai, Cina         | Campionati mondiali IFBB                             | Massimi   | 4         |
| 2005 | Italia                 | Notte dei campioni IFBB                              | Massimi   | 3         |
| 2006 |                        | Campionati europei IFBB                              | Massimi   | 3         |
| 2006 | Santa Susanna, Spagna  | Santa Susanna Pro Grand Prix IFBB                    | Massimi   | 5         |
| 2006 | Graz, Austria          | Austria Pro Grand Prix IFBB                          | Massimi   | 8         |
| 2006 | Timisoara, Romania     | Romania Pro Grand Prix IFBB                          | Massimi   | 5         |
| 2007 | California, USA        | Iron Man Pro Grand Prix IFBB                         | Massimi   | 15        |
| 2007 | Sacramento, USA        | Sacramento Pro Grand Prix IFBB                       | Massimi   | 10        |
| 2007 | Atlantic City, USA     | IFBB Atlantic City Pro                               | Massimi   | 16        |
| 2008 | Houston, USA           | IFBB Houston Pro Bodybuilding, Fitness & Figure      | Massimi   | 8         |
| 2009 | Orlando, USA           | IFBB Europa Show of Champions                        | Massimi   | 10        |
| 2009 | Atlantic City, USA     | IFBB Atlantic City Bodybuilding, Fitness & Figure    | Massimi   | 11        |
| 2010 | New York City, USA     | IFBB New York Pro Bodybuilding & Bikini              | Massimi   | 12        |
| 2011 | Tijuana, Messico       | IFBB Tijuana International Pro Bodybuilding & Bikini | Massimi   | 6         |
| 2012 | Madrid, Spagna         | IFBB Arnold Classic Europe                           | Massimi   | 14        |
| 2012 | Praga, Repubblica Ceca | IFBB EVLs Prague Pro                                 | Massimi   | 14        |
| 2013 | Lahti, Finlandia       | IFBB Nordic Pro                                      | Massimi   | 6         |

## Televisione e spettacolo
Ospite di vari programmi televisivi, nel 2008 è stato il protagonista dell'episodio Il culturista della trasmissione televisiva Il testimone di Pif.
Ha partecipato al "Guinness world record" come atleta con il peso più alto in gara nel circuito professionistico.
Inviato per il canale Sky WeWell Channel nel 2007.
Prese parte in uno spot della Wind Telecomunicazioni.
Atleta in copertina per la rivista americana Iron Man, la più importante rivista americana del settore, nel mese di Maggio 2007. Omaggiato come "Italy's biggest BodyBuilder".
Ben quattro volte in copertina nella rivista italiana "Cultura Fisica", di cui l'ultima nel numero di Novembre/ Dicembre 2013.